# Крипс
Crips е банда в САЩ, най-активна по Западното крайбрежие. Основната част от членовете ѝ са афроамериканци.
Създадена е през 1969 г. от Реймънд Уошингтън и Стенли Уилямс. Сред основните занимания на Crips са трафик на наркотици, грабежи, изнудване и убийства, включително и поръчкови.
Цветът на бандата е син. От над 30 години Crips води вражда с друга улична банда – Bloods, които се идентифицират с червен цвят. Днес членовете на бандата наброяват над 30 000 души.
Рапът е много често свързван с престъпленията, това е най-вече заради миналото, които рапърите казват, че имат. Голяма част от тях твърдят, че са били (или продължават да са) членове на различни банди, включително и Crips.
В следващите редове са изброени някои от известните членове на Crips заедно с отделния сет на бандата, към който принадлежат:
- Eazy-E -  Kelly Park Compton Crips
- Snoop Dogg – Rollin' 20's Crips
- Goldie Loc – Rollin' 20's Crips
- Warren G – Rollin' 20's Crips
- Nate Dogg – Rollin' 20's Crips
- The Dove Shack – Rollin' 20's Crips
- Kurupt – Rollin' 60's Crips
- CJ Mac – Rollin' 60's Crips
- Kieta Rock – Rollin' 60's Crips
- Tha Comradz – Rollin' 60's Crips
- Daz Dillinger – 21st Street Crips
- Lil' C Style – 19th Street Crips
- Tray Deee – Insane Crips
- Battlecat – Insane Crips
- Bad Azz – Insane Crips
- Swoop G – Insane Crips
- Slip Capone – LBC Crips
- So Sentrelle – LBC Crips
- Lil' 1/2 Dead – LBC Crips
- South Central Cartel – Hoover Crips
- Ice-T – Hoover Crips
- Coolio – Corner Pocket Crips
- W.C. – 111 Neighborhood Crips
- Tweedy Bird Loc – Kelly Park Compton Crips
- C.P.O. – Kelly Park Compton Crips
- B.G. Knocc Out – Nutty Blocc Compton Crips
- Dresta – Nutty Blocc Compton Crips
- Tone Loc – South Side Compton Crips
- MC Eiht – Tragnew Park Compton Crips
- Big Syke – Inglewood Imperial Village Crips
- Jay-o Felony – NHC 47 Blocc Crips (San Diego)
- Lil' CS – East Dago Mob Crips (San Diego)
- C-Bo – Garden Blocc 19th Street Crips (Sacramento)
- New Breed Of Hustlas – P.J. Riverside Crips
- Kokane – 357 Crips (Pomona)
- Scarface – Atlantic Drive Crips
- Richie Rich – Oakland Crips
- Afroman – Palmdale Crips
- Watts Gangsters – Crips
- Kausion – Crips
- KAM – Crips
- Above The Law – Crips